# 布爾迪克嶺

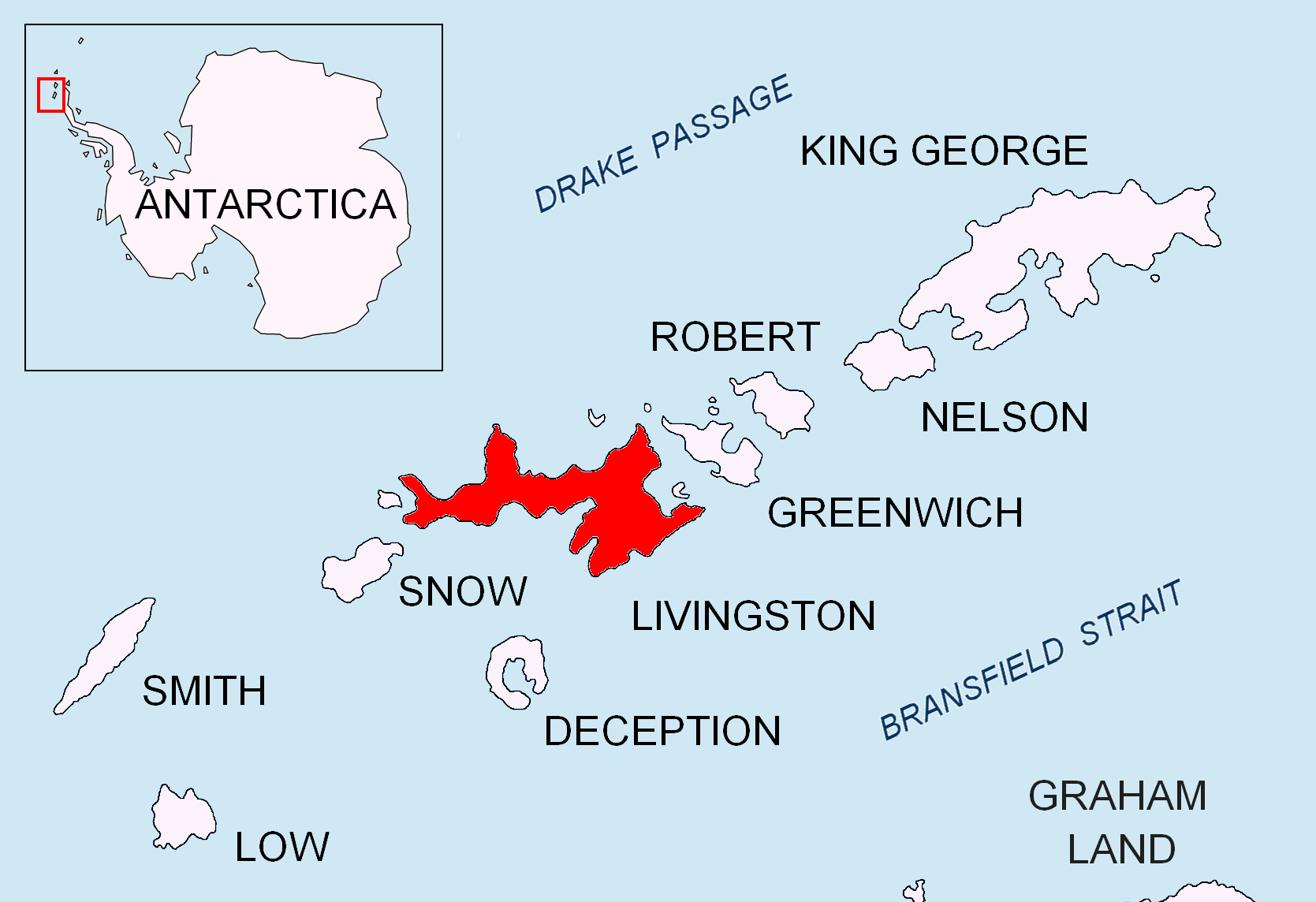

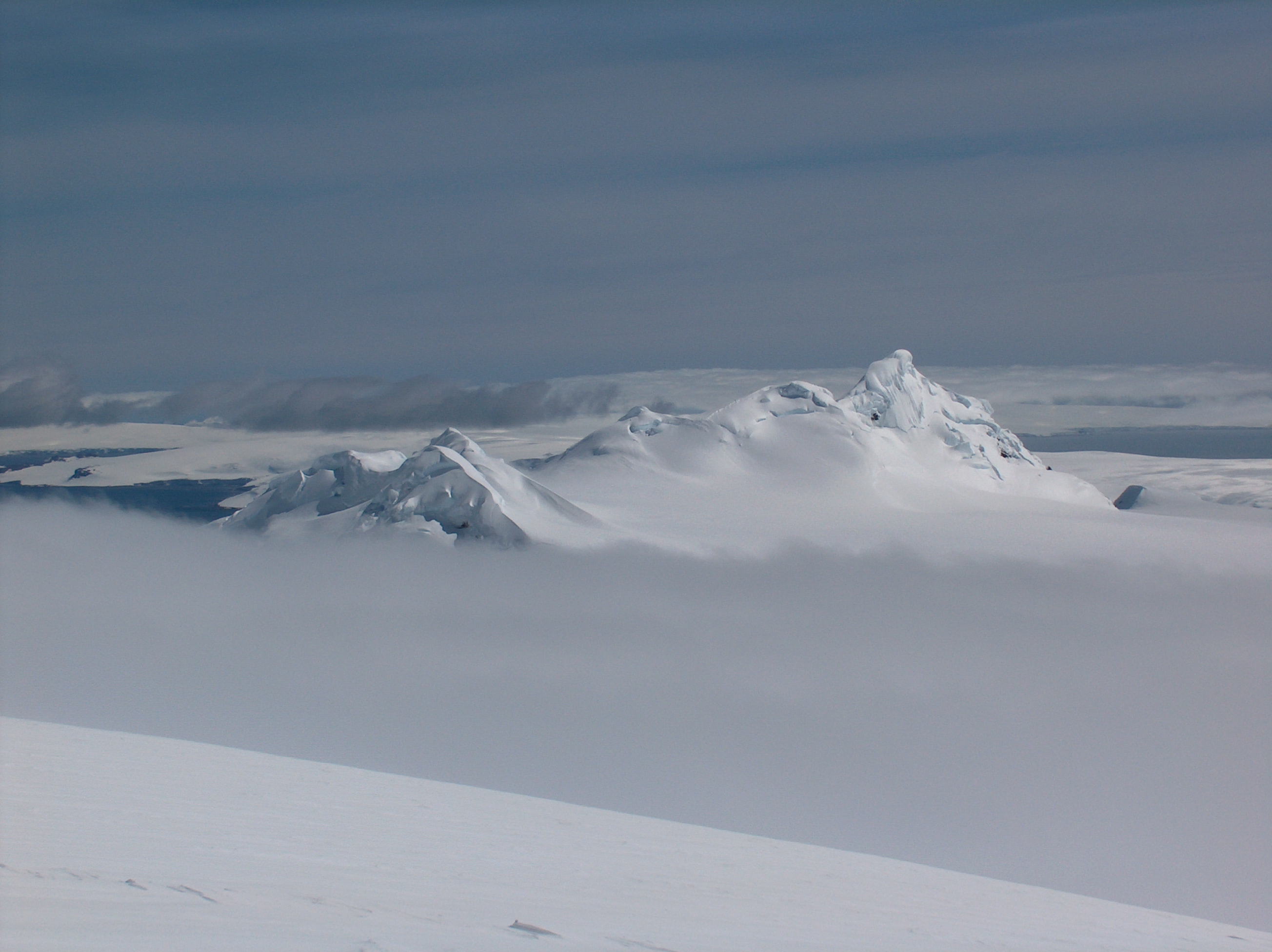

布爾迪克嶺（英語：Burdick Ridge）是南極洲的山嶺，位於南設得蘭群島的利文斯頓島，全長1.9公里，最高點是海拔高度773米的布爾迪克峰，現時受南極條約體系管理。

## 外部連結
- SCAR Composite Antarctic Gazetteer（页面存档备份，存于）